# Medetera complicata
Medetera complicata är en tvåvingeart som beskrevs av Negrobov 1967. Medetera complicata ingår i släktet Medetera och familjen styltflugor. Inga underarter finns listade i Catalogue of Life.